# 대한민국 민법 제186조
대한민국 민법 제186조는 부동산 물권변동의 효력에 대한 민법 물권법 조문이다.

## 조문
민법 제186조 (부동산물권변동의 효력) 부동산에 관한 법률행위로 인한 물권의 득실변경은 등기하여야 그 효력이 있다.

第186條(不動産物權變動의 效力) 不動産에 關한 法律行爲로 因한 物權의 得失變更은 登記하여야 그 效力이 생긴다.

Article 186 (Effect of Change in Real Property Rights) The change in real rights by legal act about real property requires recording to take effect.

## 비교 조문
일본민법 제177조 (부동산에 관한 물권의 변동의 대항요건) 부동산에 관한 물권의 득실 및 변경은 부동산등기법(헤이세이 16년 법률 제123호) 그 밖의 등기에 관한 법률에 규정한 바에 따라 그 등기를 하지 아니하면 제3자에 대항할 수 없다.

중국물권법 제6조 부동산물권의 설립, 변경, 양도와 소멸은 법률규정에 따라 등기하여야 한다. 동산물권의 설립, 양도는 법률규정에 따라 교부에 의하여야 한다.

## 사례
- 이 모씨는 부친이 경작하던 밭과 임야를 상속 받아 30년 가까이 경작ㆍ관리해 왔는데 김 모씨가 위 임야의 대장상 명의가 그의 조부 명의로 되어 있다는 이유로 임야를 인도해 줄 것을 요구하였는데 이 경우, 타인으로부터 부동산을 매수해 장기간 토지를 점유ㆍ경작하고 있더라도 민법 제245 조 1항의 취득시효가 적용되지 않는 한 소유권 이전등기를 하지 않았다면 그 소유권을 취득할 수 없다[1].

- 출연자와 법인사이에는 등기없이도 법인성립과 동시에 법인에 귀속하나, 법인이 그가 취득한 부동산을 가지고 대항하기 위하여는 민법 제186조에 따라 등기를 요한다고 새긴다[2]

## 해설
이 조문은 한국 민법의 성립요건주의를 보여주고 있다. 즉 물권변동은 그것을 목적으로 하는 의사표시만으로는 일어나지 않고, 그 밖에 등기, 인도라는 공시방법을 갖추어야만, 비로소 당사자 사이의 관계서도 물권변동이 일어나게 된다.

## 실질과 유사성 없는 착오에 대한 경정등기
- 일반적으로 부동산에 관한 등기의 지번표시에 다소의 착오 또는 오류가 있다 할지라도 적어도 그것이 실질상의 권리관계를 표시함에 족한 정도로 동일 혹은 유사성이 있다고 인정되는 경우에 한하여 그 등기를 유효시하고 그 경정등기도 허용되고, 만일 이 표시상의 착오 또는 오류가 중대하여 그 실질관계와 동일성 혹은 유사성조차 인정할 수 없는 경우에는 그 등기는 마치 없는 것과 같은 외관을 가지므로 그 등기의 공시의 기능도 발휘할 수 없으니 이런 등기의 경정을 무제한으로 인정한다면 제3자에게 뜻밖의 손해를 가져 올 경우도 있을 것이므로 이와 같은 경우에는 경정등기를 허용할 수 없고, 그 등기는 무효이다.[4]

## 참고 문헌
- 홍봉주. (2009). 민법 제186조의 ‘법률행위’에 대한 또 하나의 해석. 성균관법학, 21(3), 391-414.
- 이상태, 물권법, 법원사, 2015. ISBN 9788991512962
- 김용호 /Yongho Kim. (2012). 民法 제186조의 適用限界. 법학논총, 36(2), 471-505.

## 같이 보기
- 대한민국 민법 제48조 출연재산의 귀속시기
- 대한민국 민법 제188조
- 대한민국 민법 제190조